# Mantova Calcio 1994 2000-2001
Questa pagina raccoglie le informazioni riguardanti il Mantova Calcio nelle competizioni ufficiali della stagione 2000-2001.

## Stagione
Nella stagione 2000-2001 il Mantova disputa il girone A del campionato di Serie C2, con 52 punti si è piazzato in sesta posizione, lontano tre punti dagli spareggi promozione, il torneo è stato vinto dal Padova con 69 punti che ha ottenuto la promozione diretta, la Triestina che si era piazzata al quinto posto, è salita in C1 grazie alla vittoria nei playoff. La partenza dei virgiliani in campionato è discreta, ma il neopresidente Mario Cioli non si accontenta, così a metà novembre, dopo il rovescio interno (0-3) con la Pro Patria, il patron decide di sostituire l'allenatore Giorgio Roselli, e lo fa con il direttore sportivo in carica Loris Boni, che è però senza patentino, quindi per aggirare l'ostacolo, gli affianca il tecnico Stefano Zarattoni. Da ricordare la prestigiosa vittoria ottenuta a Padova nell'ultima di andata, contro la squadra che ha dominato il campionato, con una rete di testa di Gabriele Graziani, che in campionato ha segnato 11 reti, ancora meglio ha fatto Silvio Dellagiovanna autore di 15 reti, anche il regista della squadra Mauro Antonioli ha dato un notevole apporto in fatto di realizzazioni, con un bottino di 11 reti, delle quali 4 su calci di rigore. Nella Coppa Italia di Serie C i biancorossi mantovani disputano ad agosto il girone E di qualificazione, che promuove ai sedicesimi di finale lo Spezia.

## Maglia e Sponsor
Anche in questa stagione la maglia della squadra virgiliana è rossa con pantaloncini bianchi. Lo Sponsor ufficiale è la Banca Agricola Mantovana, mentre lo Sponsor tecnico è la Legea.

## Rosa
| N. |                   | Ruolo | Calciatore            |
| -- | ----------------- | ----- | --------------------- |
|    | Italia (bandiera) | C     | Mauro Antonioli       |
|    | Italia (bandiera) | P     | Mirko Bellodi         |
|    | Italia (bandiera) | D     | Rosario Biondo        |
|    | Italia (bandiera) | D     | Fabio Caselli         |
|    | Italia (bandiera) | C     | Valerio Coppola       |
|    | Italia (bandiera) | A     | Silvio Della Giovanna |
|    | Italia (bandiera) | D     | Ivan Del Prato        |
|    | Italia (bandiera) | P     | Filippo Di Leo        |
|    | Italia (bandiera) | C     | Guido Ghetti          |
|    | Italia (bandiera) | A     | Gabriele Graziani     |
|    | Italia (bandiera) | C     | Luca Grilli           |
|    | Italia (bandiera) | D     | Enrico Gutili         |

| N. |                   | Ruolo | Calciatore          |
| -- | ----------------- | ----- | ------------------- |
|    | Italia (bandiera) | D     | Nicola Lampugnani   |
|    | Italia (bandiera) | C     | Oscar Lasagni       |
|    | Italia (bandiera) | C     | Omer Maffeis        |
|    | Italia (bandiera) | A     | Angelo Montrone     |
|    | Italia (bandiera) | D     | Carmine Parlato     |
|    | Italia (bandiera) | D     | Ivan Pelati         |
|    | Italia (bandiera) | A     | Paolo Pupita        |
|    | Italia (bandiera) | C     | Edoardo Sacchini    |
|    | Italia (bandiera) | C     | Antonio Terracciano |
|    | Italia (bandiera) | D     | Andrea Tubaldo      |
|    | Italia (bandiera) | C     | Luca Tutone         |
|    | Italia (bandiera) | P     | Massimo Rossi       |

## Risultati

### Campionato

#### Girone di andata
| Arbitro: | Bianchi (Lucca) |

|                  |           |  |
| M. Antonioli 88’ | Marcatori |  |

| Arbitro: | D'Aguanno (Marsala) |

|                       |           |                                      |
| Zanin 42’ (rig.), 51’ | Marcatori | 45+1’ M. Antonioli 62’ Dellagiovanna |

| Arbitro: | Lambertini (Bologna) |

|                                |           |             |
| Dellagiovanna 29’ Graziani 40’ | Marcatori | 86’ Petrone |

| Arbitro: | Semeraro (Taranto) |

|                             |           |             |
| Daccordo 82’ S. Motta 90+3’ | Marcatori | 4’ Graziani |

| Mantova 1º ottobre 2000 5ª giornata | Mantova             | 0 – 0 | Biellese | Stadio Danilo Martelli (1.500 spett.)\| Arbitro: \| Carrer (Conegliano) \| |
| Arbitro:                            | Carrer (Conegliano) |       |          |                                                                            |

| Arbitro: | Latella (Potenza) |

|                      |           |                         |
| Cominotto 75’ (rig.) | Marcatori | 25’ (rig.) M. Antonioli |

| Arbitro: | G. Rossi (Rimini) |

|                            |           |                                    |
| Speranza 28’ Mirabelli 31’ | Marcatori | 10’ M. Antonioli 55’ Dellagiovanna |

| Arbitro: | Brunialti (Trento) |

|                                    |           |                   |
| Dellagiovanna 7’ Graziani 18’, 67’ | Marcatori | 35’ M. Pellegrini |

| Arbitro: | Ferrari (Roma) |

|            |           |  |
| Maiolo 67’ | Marcatori |  |

| Arbitro: | Banti (Livorno) |

|                  |           |                |
| M. Antonioli 14’ | Marcatori | 37’ Sinigaglia |

| Arbitro: | Santoro (Domodossola) |

|  |           |                                        |
|  | Marcatori | 62’ (rig.) Porfido 87’, 89’ Ferraresso |

| Cremona 26 novembre 2000 12ª giornata | Cremonese             | 0 – 0 | Mantova | Stadio Giovanni Zini (2.600 spett.)\| Arbitro: \| Giammillaro (Messina) \| |
| Arbitro:                              | Giammillaro (Messina) |       |         |                                                                            |

| Mantova 3 dicembre 2000 13ª giornata | Mantova                     | 0 – 0 | Mestre | Stadio Danilo Martelli (1.200 spett.)\| Arbitro: \| Ambrosino (Torre del Greco) \| |
| Arbitro:                             | Ambrosino (Torre del Greco) |       |        |                                                                                    |

| Arbitro: | Giachero (Pinerolo) |

|                    |           |              |
| Gubellini 14’, 75’ | Marcatori | 85’ Graziani |

| Arbitro: | Romeo (Verona) |

|               |           |                        |
| Dosi 57’, 61’ | Marcatori | 51’, 89’ Dellagiovanna |

| Arbitro: | Lops (Torino) |

|              |           |  |
| Graziani 77’ | Marcatori |  |

| Arbitro: | Valensin (Milano) |

|  |           |              |
|  | Marcatori | 73’ Graziani |

#### Girone di ritorno
| Arbitro: | G. Rossi (Rimini) |

|                       |           |                   |
| Terracciano 6’ (aut.) | Marcatori | 77’ Dellagiovanna |

| Arbitro: | Cigalotti (Milano) |

|            |           |  |
| Pupita 82’ | Marcatori |  |

| Arbitro: | Cirone (Palermo) |

|  |           |                           |
|  | Marcatori | 28’ Graziani 89’ Montrone |

| Arbitro: | Padovan (Conegliano) |

|                                           |           |                            |
| Grilli 28’ Dellagiovanna 40’ Graziani 85’ | Marcatori | 7’ Galli 18’, 66’ S. Motta |

| Arbitro: | Latella (Potenza) |

|                       |           |  |
| Zubin 20’ Barison 55’ | Marcatori |  |

| Arbitro: | Crugliano (Crotone) |

|                                   |           |  |
| M. Antonioli 27’ Carli 75’ (aut.) | Marcatori |  |

| Arbitro: | Brunialti (Trento) |

|                                                        |           |  |
| M. Antonioli 41’ (rig.) Graziani 63’ Dellagiovanna 85’ | Marcatori |  |

| Arbitro: | Tonin (Piombino) |

|                  |           |                                     |
| Pennacchioni 34’ | Marcatori | 38’ M. Antonioli 81’ (aut.) Ruopolo |

| Arbitro: | Capozzi (Vicenza) |

|                                                            |           |                |
| Pelati 20’ Montrone 36’, 62’ Maffeis 76’ Dellagiovanna 90’ | Marcatori | 45+1’ Guerrisi |

| Arbitro: | P.S. Mazzoleni (Bergamo) |

|  |           |                         |
|  | Marcatori | 67’ (rig.) M. Antonioli |

| Arbitro: | Bergonzi (Genova) |

|          |           |  |
| Erba 37’ | Marcatori |  |

| Arbitro: | Liberti (Genova) |

|                         |           |                                             |
| M. Antonioli 36’ (rig.) | Marcatori | 29’ (rig.), 80’ (rig.) Merloni 51’, 55’ Pau |

| Arbitro: | Tonolini (Milano) |

|  |           |                                |
|  | Marcatori | 32’ Graziani 43’ Dellagiovanna |

| Arbitro: | Angrisani (Salerno) |

|                   |           |                            |
| Dellagiovanna 54’ | Marcatori | 37’ Princivalli 79’ Parisi |

| Arbitro: | Ferraro (Crotone) |

|                                    |           |  |
| Dellagiovanna 34’, 75’ Bellodi 71’ | Marcatori |  |

| Arbitro: | Ardito (Bari) |

|                   |           |                    |
| Buzzetti 65’, 88’ | Marcatori | 45+1’ M. Antonioli |

| Arbitro: | Giachero (Pinerolo) |

|                              |           |                                 |
| Dellagiovanna 60’ Biondo 84’ | Marcatori | 1’, 24’ Pietranera 70’ Baglieri |

### Coppa Italia

#### Girone E
| 17 agosto 2000 1ª giornata |  | – Turno di riposo Mantova |  |  |

| Arbitro: | Zambon (Padova) |

|                  |           |                                          |
| Dellagiovanna 2’ | Marcatori | 16’ Fiori 62’ Agostini 66’ (rig.) Carlet |

| Fiorenzuola d'Arda 23 agosto 2000 3ª giornata | Fiorenzuola    | 0 – 3 | Mantova | Stadio Comunale\| Arbitro: \| Marti (Modena) \| |
| Arbitro:                                      | Marti (Modena) |       |         |                                                 |

| Arbitro: | Marchesi (Bergamo) |

|                                 |           |                                  |
| Lampugnani 22’ M. Antonioli 47’ | Marcatori | 12’ Salamone 41’ (rig.), 43’ Pau |

| Carrara 30 agosto 5ª giornata | Carrarese          | 2 – 0 | Mantova | Stadio dei Marmi\| Arbitro: \| Ponzalli (Firenze) \| |
| Arbitro:                      | Ponzalli (Firenze) |       |         |                                                      |